# Lee Soon-ei
Pour les articles homonymes, voir Lee.
Dans ce nom coréen, le nom de famille, Lee, précède le nom personnel.
Lee Soon-ei (née le 15 octobre 1965) est une handballeuse sud-coréenne. Elle a intégré la sélection nationale durant les Jeux olympiques d'été de 1984 à Los Angeles, obtenant la médaille d'argent.

## Palmarès
- Jeux olympiques d'été
  -  Médaille d'or aux Jeux olympiques de 1984 à Los Angeles,  États-Unis